# حرية الدين في سريلانكا
حرية الدين في سريلانكا هي حق محمي بموجب المادة 9 من الفصل الثاني من دستور سريلانكا، وينطبق ذلك على جميع الأديان، على الرغم من أن البوذية تُمنح الحماية الأولية باعتبارها دين الدولة. أعطى الرئيس جونيوس ريتشارد جيوردن البوذية المكانة الأولى في عام 1978، على رغم أن المحكمة العليا هناك تعتبر سريلانكا دولة علمانية.
حددت المحكمة العليا في سريلانكا القيود المفروضة على التبشير في عام 2018، مع حكم ضد منظمة كاثوليكية مفاده أن توفير الدعم الاقتصادي والمالي للأفراد الضعفاء مع تبشيرهم بالعقيدة يمثل انتهاكًا لحق هؤلاء الأفراد في حرية الدين.

## الدستور
تنص المادة 9 من الدستور على ما يلي: «تمنح جمهورية سريلانكا البوذية المكانة الأولى، وعليه يكون من واجب الدولة حماية الساسانا البوذية وتعزيزها، مع ضمان حقوق جميع الأديان الممنوحة بموجب المادتين 10 و14».
تنص المادتان 10 و14 على الآتي: «لكل شخص الحق في حرية الفكر والوجدان والدين، بما في ذلك حرية تكوين دين أو معتقد يختاره أو تبنيه» و«لكل مواطن الحق في الحرية، سواء بنفسه أو بالاشتراك مع الآخرين، إما بشكل عام أو خاص، بإظهار دينه أو معتقده في العبادة، أو الاحتفال، أو الممارسة، أو التدريس».

## الحوكمة
يُبتّ في المسائل المتعلقة بقانون الأسرة، مثل الطلاق وحضانة الأطفال والميراث، بموجب القانون العرفي للجماعة الإثنية أو الدينية المعنية. على سبيل المثال، يبلغ الحد الأدنى لسن الزواج للمرأة 18 عامًا، باستثناء المسلمين الذين واصلوا اتباع ممارساتهم الدينية المعتادة، فأباحوا الزواج للفتيات اللواتي يصبحن صالحات للزواج مع بلوغهنّ، والرجال عندما يصبحون قادرين ماليًا على إعالة الأسرة.
في عام 2014، أنشأت الحكومة وحدة خاصة للشرطة الدينية للتعامل مع الشكاوى الدينية. تقدم الوحدة الجديدة تقاريرها إلى وزارة القانون والنظام، رغم أن مقرها موجود في القسم البوذي بوزارة الساسانا البوذية والشؤون الدينية. يجادل النقاد بأن هذه الوحدة سوف تدعم الجماعات البوذية القومية العنيفة مثل بودو بالا سينا وتقوّيها.
يُسمح لرجال الدين الأجانب بالعمل في البلاد، لكن خلال العقود الثلاثة الماضية، حدّت الحكومة من  إصدار تصاريح العمل المؤقتة. تُصدَر تصاريح العمل لرجال الدين الأجانب لمدة سنة واحدة (بدلًا من خمس سنوات كما كانت في الماضي)، لكن الحصول على تمديد لهذه التصاريح ممكن.

## العلاقات بين الأديان
سُمح بممارسة الهندوسية في عهد الملوك السنهاليين منذ عصر أنورادابورا. أعطى ملوك البوذيين السنهاليين الحماية للمسلمين الفارين من الاضطهاد البرتغالي والكاثوليك الفارين من اضطهاد الهولنديين بعد أن هزمهم البرتغاليون.
عكّرت صفو هذا التعايش حوادث معزولة وهجمات على الجماعات الدينية شنتها الجماعات الإسلامية والبوذية المتطرفة. هوجمت عدة معابد هندوسية خلال أعمال شغب عام 1983 في كولومبو وجنوب سريلانكا. خلال الحرب الأهلية السريلانكية، أغارت القوات الجوية السريلانكية على الأضرحة الهندوسية والمسيحية اعتقادًا منها أن متمردي نمور التاميل قد لجؤوا إليها، مع كون قصف كنيسة نافالي حدثًا بارزًا. تعرض اثنان من أكثر المواقع قدسية لدى البوذيين في سريلانكا، شجرة سري ماها بودي ومعبد السنّ، لهجوم وقصف شنته نمور التاميل العلمانية، التي هاجمت أيضًا عدة مساجد إسلامية في الأجزاء الشمالية الشرقية من البلاد.
في بعض الأحيان، بدا أن مسؤولي الشرطة والحكومة المحليين يتصرفون بالتنسيق مع المنظمات القومية البوذية. في عام 2013، زعمت عدة منظمات غير حكومية أن المسؤولين الحكوميين قدّموا المساعدة لتصرفات التنظيمات المجتمعية التي تستهدف الأقليات الدينية، أو على الأقل دعموها.